# Samanea
Samanea (лат.) — род деревьев семейства Бобовые (Fabaceae).
Новейшие филогенетические исследования относят род в подсемейство Цезальпиниевые (Caesalpinioideae).
Крупные деревья с раскидистой кроной. Цветки двуполые. Семена многочисленные, сильно двояковыпуклые.
Представители рода естественным образом произрастают в Центральной и Южной Америке, на Африканском континенте и на Мадагаскаре.
На Американском континенте встречаются от Амазонии в Южной Америке (Венесуэла, Колумбия, Перу, северо-восточная Боливия, Парагвай и Бразилия) до Сальвадора на севере.
Отдельные виды, например, Samanea saman выращивается в тропиках Старого и Нового Света для получения тени и как декоративное растение, стручки идут на корм для скота, а из сладкой мякоти получают напитки или она может служить пищей. Древесина используется при производстве мебели, в строительстве идёт на внутреннюю отделку, служит для изготовления тары — коробок и ящиков, фанеры.

## Таксономия
Samanea saman (Jacq.) Merr., Journal of the Washington Academy of Sciences 6(2): 46-47. 1916.

### Синонимы
Pithecellobium Mart. sect. Samanea Benth.basionym, London Journal of Botany 3: 197. 1844.

### Виды
Около пяти видов:
- Samanea dinklagei (Harms) Keay
- Samanea guineensis (G.C.C.Gilbert & Boutique) Brenan & Brummitt
- Samanea inopinata (Harms) Barneby & J.W.Grimes
- Samanea leptophylla (Harms) Brenan & Brummitt
- Samanea saman (Jacq.) Merr.typus[1]
- Samanea tubulosa (Benth.) Barneby & J.W.Grimes